# Tele SC
Der Tele SC, mit dem damaligen Gründungsnamen Gejeret, war ein eritreischer Fußballverein aus Asmara.

## Geschichte
Der Verein wurde 1939 unter dem Namen Gejeret gegründet und nahm in den 1940er Jahren an der eritreischen Amateurmeisterschaft teil. 1953 wurden sie letztendlich durch die politische Situation gezwungen, der Ethiopian Football Federation beizutreten und an der äthiopischen Fußballmeisterschaft teilzunehmen. Hierfür benannte sich der Verein in Telecommunications SC oder auch kurz Tele SC um.
1959, 1969 und 1970 gewann der Tele SC jeweils die äthiopische Fußballmeisterschaft. Der Verein nahm an insgesamt vier Ausgaben des African Cup of Champions Clubs teil, überstand jedoch maximal die erste Runde bei allen vier Teilnahmen.
Nachdem das Land Eritrea 1993 unabhängig und 1994 die eritreische Fußballmeisterschaft gegründet worden war, verließen die Mannschaften aus Eritrea das Ligensystem in Äthiopien und wurden Teil der neuen heimischen Liga. Jedoch ist das Team seit diesem Zeitpunkt nicht mehr sonderlich in Erscheinung getreten, war gegen Ende der Jahre oft nur noch zweitklassig unterwegs und stellte letztendlich 2016 seinen Spielbetrieb aus wirtschaftlichen Gründen ein.

## Stadion
Der Verein trug seine Heimspiele im Cicero-Stadion in Asmara aus. Das Stadion hat ein Fassungsvermögen von 10.000 Zuschauern.

## Erfolge
- Äthiopischer Meister (3×): 1959, 1969, 1970

## Abschneiden in CAF-Wettbewerben
- African Cup of Champions Clubs: 4 Teilnahmen

1970 – Zweite Runde
1971 – Erste Runde
1973 – Erste Runde
1974 – Zweite Runde